# Брынская суконная фабрика
Брынская суконная фабрика — предприятие, существовавшее в с. Брынь Жиздринского уезда Калужской губернии в 1820—1896 гг. В середине XIX века — крупнейшая суконная фабрика Российской империи по объёму производства в денежном выражении.
В 1819 году село Брынь (Толстошеево) приобрела Екатерина Алексеевна Рябинина, жена Андрея Михайловича Рябинина. Производственный комплекс недействующего железоделательного завода (здания и плотину на реке Брынь) она отдала в аренду московскому купцу Павлу Матвеевичу Александрову для устройства суконной фабрики.
В «Журнале мануфактур и торговли», 1836, № 9 сообщалось о работе механических сукноткацких станков Нестерова на фабрике П. Александрова:
```
«В построении механических станков для тканья сукна много опытов было сделано в Англии и других странах, но ни один не был увенчен полным успехом; поэтому механические станы для сукна за границей не упротребляются. Тем более надлежит обратить внимание на станы этого рода, введенные на фабрике П. М. Александрова (Калужская губерния, Жиздринский уезд). 
Г. Нестерову
, механику фабрики, принадлежит честь введения этого стана. Он установил 20 станов, которые были в действии в течение всего прошлого года. 
...Добротность сукон, выработанных на механических станах, в такой степени превзошла сукна, изготавливаемые на обычных (ручных) станах, что Александров решил впредь все сукна свои вырабатывать только на станах механических и заказал Нестерову изготовить еще 200 станов, которые должны быть пущены в 1837 г.».
```

Производительность станка составляла 70 сантиметров сукна в час при средней плотности по утку 120—150 нитей на дециметр. На станках вырабатывали ткань шириной три аршина, обслуживал его один человек, «но, привыкнув, рабочий справляется с обслуживанием двух станов».
В 30-е годы XIX века Брынская фабрика по выпуску сукна вышла на I место в Российской империи. Производство доходило до 1,2 млн рублей серебром, — огромная сумма по тем временам. Александров снабжал своей продукцией армию и обеспечивал 30 % всего российского экспорта сукна (в основном оно поставлялось в Китай). В 1839 на фабрике при 241 механическом и 159 ручных станах работало 2016 человек.
В 1850 году срок аренды истёк, и Рябинина стала управлять фабрикой сама. После её смерти (1862) владельцем стала дочь — Варвара Андреевна Толстая (первое время - вместе с братьями).
В 1860 году на Брынской фабрике выделано разного сукна на 902 тысячи руб. серебром при 1300 рабочих.
Сборник свѣдѣній и материалов по вѣдомству Министерства финансов, 1866 год :
```
Выделано на фабрике гг. Рябининыхъ и Толстой, армейскихъ суконъ 180,000 ар., гвардейскихъ 500,000 ар. и для китайцевъ въ Кяхту изъ верблюжьей шерсти 5,500 половинокъ, всего на 1.342,500 р.
```

В конце 1870-х годов, не выдержав конкуренции с сукноделами Царства Польского, Брынская фабрика закрылась, многие ткачи перешли работать на суконную мануфактуру «Йокиш». Вскоре фабрику взяли в аренду московские купцы Михаил Иллиодорович и Николай Иллиодорович Ляпины, описанные в книге Гиляровского «Москва и москвичи».
Согласно памятной книжке и адрес-календарю Калужской губернии на 1881 год:
```
Брынская фабрика, на рѣкѣ Брыни, принадлежитъ землевладѣлицѣ В. А. Толстой, арендуется купц. Ляпиными. На ней выдѣлывается разныхъ суконъ до 908 000 аршинъ, цѣною отъ 1 руб. до 2 р. 45 коп. за арш., на сумму 1 550 000 рублей.
```

Срок аренды закончился в 1889 году. Высочайше утверждённым 10 ноября 1889 г. положением Комитета Министров разрешено вдове генерал-майора Варваре Андреевне Толстой и губернскому секретарю Александру Владимировичу Толстому (её сыну) учредить акционерное «Общество Брынской суконной фабрики» с основным капиталом в 650 тысяч рублей (1300 акций по 500 рублей). Однако фабрика работала нерегулярно, с остановками, с годовой выручкой в 150 тыс. рублей.
В 1896 году её корпуса сгорели в результате пожара, и она уже не восстанавливалась.